# Unione Sportiva Arzanese
L’Unione Sportiva Arzanese (le plus souvent Arzanese ou US Arzanese) est le club de football d'Arzano dans l'arrière-pays de Naples. Ses couleurs sont le blanc-céleste.
Il joue ses matchs à domicile au Stade Sabatino De Rosa.

## Historique
L'Unione Sportiva Arzanese a été fondée en 1924. En 2011-2012 l'équipe participe à la Ligue Pro Deuxième Division.
Le Stade Sabatino De Rosa devenu trop vétuste, le club doit déménager provisoirement à partir de 2018 vers un autre stade de la commune, le Stade Mariolina Stornaiuolo.